# مارک-آندره تر اشتگن
مارک-آندره تِراشتِگن (به آلمانی: Marc-André ter Stegen) (زادهٔ ۳۰ آوریل ۱۹۹۲) دروازه‌بان فوتبال اهل آلمان است که برای باشگاه فوتبال بارسلونا بازی می‌کند. 

## آغاز فوتبال

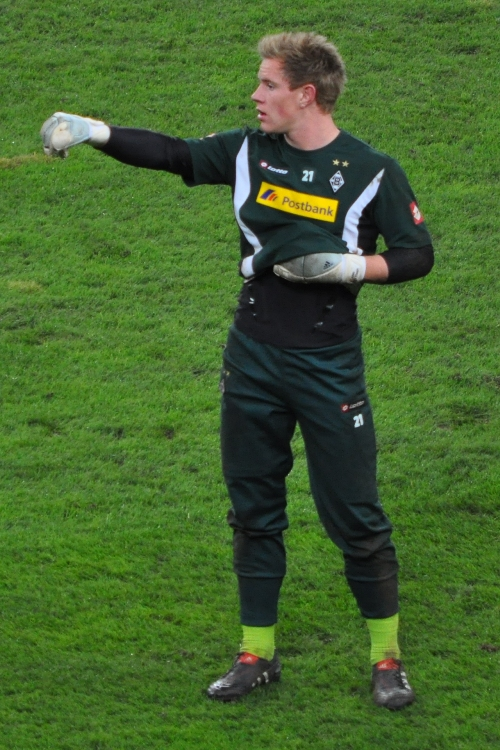
۲۰۱۰

تراشتِگن بازی را از سه سالگی در آکادمی باشگاه مونشن گلادباخ آغاز کرد. او در ابتدا مهاجم بود و در پست‌های مختلفی بازی کرد اما روزی مربی به وی گفت که به درد حمله و گل زنی نمی‌خورد؛ چندی بعد به دلیل مصدومیت دروازه‌بان تیم پایه در دروازه ایستاد و فهمید که چقدر به این پست علاقه‌مند است.

## دوران حرفه‌ای

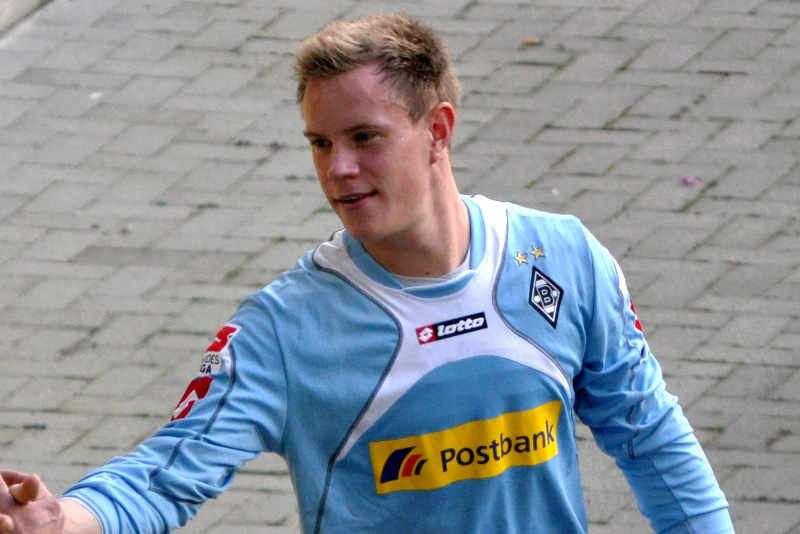
آندره تراشتگن با بوروسیا مونشن گلادباخ در سال 2011.

در سال ۲۰۰۹ بود که مارک آندره تراشتگن به تیم اصلی مونشن گلادباخ منتقل شد و چهار فصل را در آن جا به دروازه بانی پرداخت. تراشتگن در سه فصل پایانی دروازه‌بان نخست مونشن گلادباخ بود و به ترتیب 39، 45 و 36 بازی انجام داد. درخشش خیره‌کننده او و هم‌تیمی‌اش مارکو رویس یکی از بهترین ادوار تاریخ مونشن گلادباخ را رقم زد.
بعد از آن با امضای قراردادی ۱۲ میلیون یورویی به تیم بارسلونا پیوست. مارک برای اولین بار در بازی های بین المللی در سال ۲۰۱۲ در تیم ملی فوتبال آلمان حضور پیدا کرد. در فصل ۲۰۱۴ تا ۲۰۱۵ به عنوان دروازه بان اصلی در تیم بارسلونا انتخاب شد و موفق شد همراه تیمش جام قهرمانان اروپا را بالای سر ببرد. مارک در فصل ۲۰۱۵ – ۲۰۱۴ موفق به دریافت جایزه ی سیو سال به خاطر مهار دقیق ضربه روبرت لواندوفسکی شد.
همچنین مارک با حضور خود در تیم ملی آلمان سبب شد، تا برای اولین بار موفق به دریافت جام قهرمانی کنفدراسیون بشود. 
او تا سال 2025 با بارسلونا قرار داد دارد . 

## بازی باشگاهی

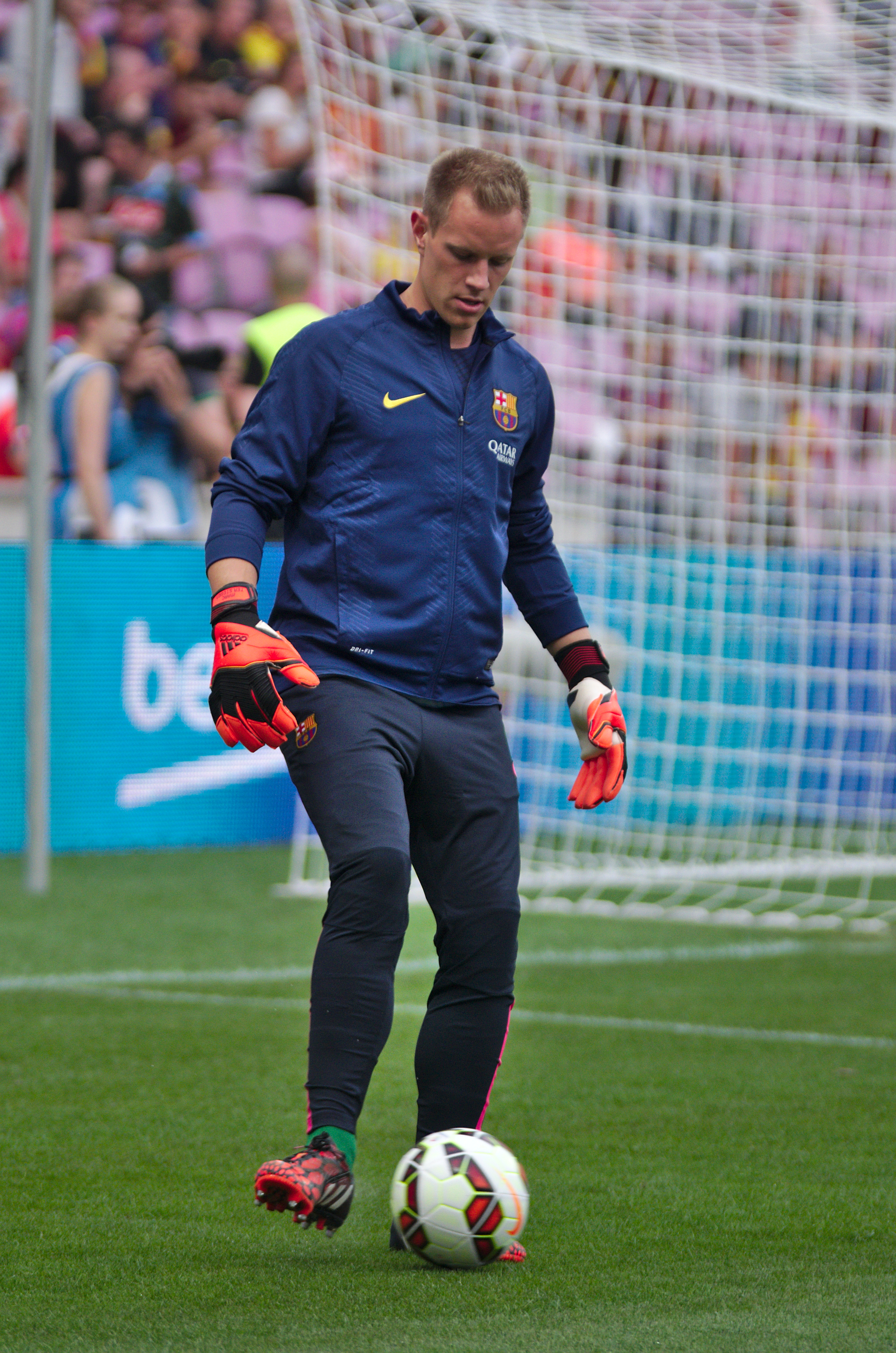
۲۰۱۴

او اکنون باشماره پیراهن ۱ دروازه‌بان اصلی بارسلونا است. تر اشتگن از فصل ۲۰۱۴–۲۰۱۵ دروازه‌بان اصلی بارسا شد و تا سال ۲۰۲۸ با این باشگاه قرارداد دارد.

## تیم ملی

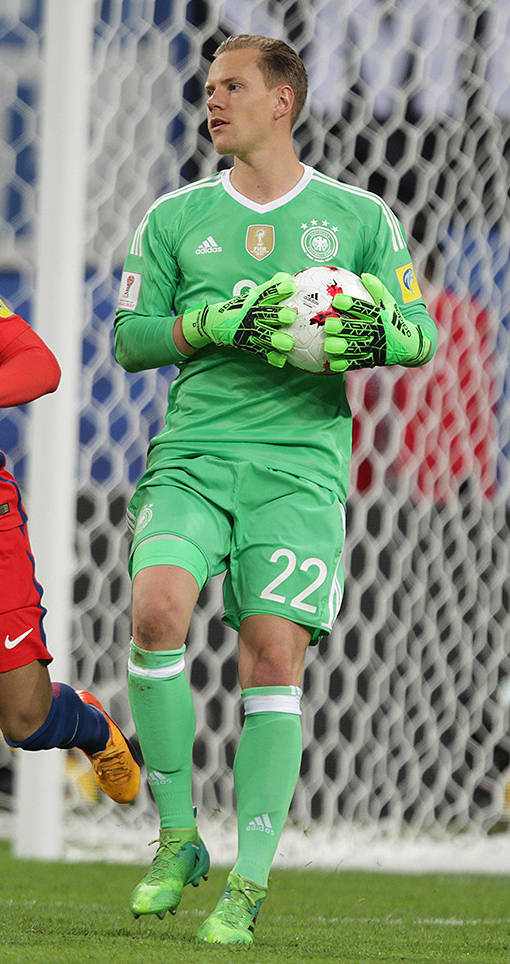
۲۰۱۷

وی در سطوح مختلف فوتبال آلمان بازی کرده‌است و نخستین حضور بین‌المللی خود را در سال ۲۰۱۲ تجربه کرده‌است. تراشتِگن همراه با تیم ملی آلمان برای نخستین بار قهرمان جام کنفدراسیون‌ها شد؛ و در جام جهانی ۲۰۱۸ در لیست بازیکنان تیم ملی فوتبال آلمان قرار داشته‌است.
مارک آندره ترشتگن در فصل ۲۰۲۲_۲۰۲۳ با ۲۶ کلین شیت رکورد بیشترین کلین شیت را در ۵ لیگ معتبر اروپا زد که قبل از اون چک این رکورد را با ۲۴ کلین شیت داشت.

## آمار ملی

### بازی‌های ملی
تا تاریخ ۱۷ اکتبر ۲۰۲۳
| آلمان | آلمان | آلمان    | آلمان    |
| سال   | بازی  | کلین شیت | گل خورده |
| ----- | ----- | -------- | -------- |
| ۲۰۱۲  | ۲     | ۰        | ۸        |
| ۲۰۱۳  | ۱     | ۰        | ۴        |
| ۲۰۱۴  | ۱     | ۱        | ۰        |
| ۲۰۱۶  | ۴     | ۲        | ۲        |
| ۲۰۱۷  | ۱۰    | ۵        | ۵        |
| ۲۰۱۸  | ۳     | ۰        | ۳        |
| ۲۰۱۹  | ۳     | ۱        | ۳        |
| ۲۰۲۱  | ۳     | ۰        | ۴        |
| ۲۰۲۲  | ۳     | ۱        | ۴        |
| ۲۰۲۳  | ۸     | ۱        | ۱۴       |
| مجموع | ۳۸    | ۱۱       | ۴۷       |

## جایزه بهترین سیو فصل(۲۰۱۴–۲۰۱۵)اروپا
مارک در فصل ۲۰۱۵ – ۲۰۱۴ موفق به دریافت جایزه ی سیو سال به خاطر مهار دقیق ضربه روبرت لواندوفسکی شد.

## زندگی شخصی
او در سال ۲۰۱۱ با دنیلا ییله (Daniela Jehle) معمار آلمانی آشنا شد و در سال ۲۰۱۶ با او نامزد کرد. آن‌ها در ۱۵ مه ۲۰۱۷ در سیتگس بارسلونا عقد رسمی کردند و در ماه ژوئیه همان سال در توسکانی ایتالیا جشن ازدواج مجللی برگزار کردند. شرط ازدواج دنیلا ییله با وی این بود که مارک دارای مدرک تحصیلی دانشگاهی باشد.
مارک آندره تراشتِگن به زبان‌های آلمانی، انگلیسی، اسپانیایی، کاتالان، ایتالیایی و فرانسوی مسلط است.
او و همسرش در ۲۸ دسامبر ۲۰۱۹ صاحب یک فرزند پسر به نام بن شدند که از بدو تولد عضو باشگاه مونشن گلادباخ شد.

## افتخارات

### باشگاه

#### بارسلونا
- لالیگا: ۱۵–۲۰۱۴، ۱۶–۲۰۱۵، ۱۸–۲۰۱۷، ۱۹–۲۰۱۸، ۲۳–۲۰۲۲، ۲۵-۲۰۲۴
- کوپا دل ری: ۱۵–۲۰۱۴، ۱۶–۲۰۱۵، ۱۷–۲۰۱۶، ۱۸–۲۰۱۷ 2020_2021 ، ۲۵-۲۰۲۴
- سوپر جام اسپانیا:۲۰۲۳–۲۰۲۲ ، ۲۰۲۵ - ۲۰۲۴
- لیگ قهرمانان اروپا: ۱۵–۲۰۱۴
- سوپرجام اروپا: ۲۰۱۵
- فیفا بهترین باشگاه جهان: ۲۰۱۵

#### آلمان
- قهرمانی فوتبال زیر ۱۷ سال اروپا: ۲۰۰۹
- جام کنفدراسیون‌ها: ۲۰۱۷

### انفرادی
- تیم منتخب قهرمانی فوتبال زیر ۱۷ سال اروپا: ۲۰۰۹
- مدال فریتز والتر: زیر ۱۷ سال مدال برنز ۲۰۰۹
- مدال فریتز والتر: زیر ۱۹ سال مدال طلا ۲۰۱۱
- بهترین دروازه‌بان فصل بوندسلیگا از نظر مجله کیکر: ۱۲–۲۰۱۱
- بهترین بازیکن فینال جام کنفدارسیون‌ها: ۲۰۱۷
- بهترین دروازه‌بان بهترین‌های فیفا: ۲۰۱۹ (دومین دروازه‌بان برتر)
- فیفا فیفپرو ۱۱ تای جهان تیم ۵ ام: ۲۰۱۸
- نامزد بهترین دروازه‌بان فیفا فیفپرو ۱۱تای جهان: ۲۰۱۹ (اولین دروازه‌بان برتر)
- بهترین بازیکن بارسلونا: ۲۰۲۱–۲۰۲۰